# Zimorodek granatowy
Zimorodek granatowy (Alcedo meninting) – gatunek niewielkiego ptaka z podrodziny zimorodków (Alcedininae) w rodzinie zimorodkowatych (Alcedinidae). Występuje w Azji od subkontynentu indyjskiego do Azji Południowo-Wschodniej. W Czerwonej księdze gatunków zagrożonych IUCN klasyfikowany jest jako gatunek najmniejszej troski (LC, ang. Least Concern).

## Systematyka
Gatunek ten po raz pierwszy zgodnie z zasadami nazewnictwa binominalnego opisał amerykański przyrodnik Thomas Horsfield w 1821 roku na łamach „Transactions of the Linnean Society of London”. Autor nadał gatunkowi nazwę Alcedo Meninting, a jako miejsce typowe podał Jawę w Indonezji. Gatunek ten prawdopodobnie najbliżej spokrewniony jest z zimorodkiem dużym (Alcedo hercules), jest też blisko spokrewniony z zimorodkiem lśniącym (Alcedo quadribrachys) i zimorodkiem turkusowym (Alcedo semitorquata).
Obecnie część opracowań przyjmuje istnienie pięciu podgatunków Alcedo meninting:
- A. m. coltarti Baker, ECS, 1919,
- A. m. phillipsi Baker, ECS, 1927,
- A. m. scintillans Baker, ECS, 1919,
- A. m. rufigastra Walden, 1873,
- A. m. meninting Horsfield, 1821.

Natomiast najnowsze wydanie „Handbook of the Birds of the World and BirdLife International Digital Checklist of the Birds of the World: Version 8 (December 2023)” oraz autorzy „Birds of the World” wymieniają jeszcze jeden podgatunek:
- A. m. verreauxii de La Berge, 1851.

### Etymologia
- Alcedo: łac. alcedo, alcedinis lub halcedo, halcedinis – „zimorodek”. Późniejsza pisownia pochodzi od fałszywej etymologii gr. ἁλς hals – „morze”[11].
- meninting: od jawajskiej nazwy tego gatunku ptaka Meninting[12].

## Morfologia
Mały zimorodek o nieproporcjonalnie dużej głowie i dziobie oraz krótkim ogonie. Dziób mocny, długi, prosty. Tęczówki ciemnobrązowe, nogi i stopy pomarańczowo-czerwone. Występuje niewielki dymorfizm płciowy. Samiec podgatunku nominatywnego ma głowę i górną część szyi ultramarynowe, kantarek czarny, ponad nim niewielka pomarańczowa plamka. Na bokach szyi biała podłużna plama. Od nasady dzioba poprzez dolne policzki do skrzydeł ultramarynowy pas. Górne części ciała, skrzydła i ogon ciemnoniebieskie, na środku grzbietu i zadzie nieco jaśniejszy pas. Podbródek, gardło płowo-pomarańczowe, pierś, brzuch i boki rude. Samica różni się od samca zabarwieniem dzioba. Ma częściowo czerwonawą żuchwę, a niektóre osobniki cały czerwony dziób. Młode osobniki są bardziej matowe od dorosłych. Policzki i okolice uszu mają rude, dziób czarny z białym końcem, a na piersiach pióra z ciemnymi zakończeniami. Podgatunek A. m. verreauxii jest nieco ciemniejszy. Podgatunki A. m. scintillans i A. m. rufigastra są nieco jaśniejsze niż nominatywny. A. m. coltarti ma części niebieskie z zielonkawym odcieniem, plamki na skrzydłach oraz dosyć wyraźne ciemniejsze prążki na głowie. Długość ciała 15,5–17 cm, masa ciała 16–31 g.

## Zasięg występowania
Zasięg występowania (EOO, Extent of Occurrence) według szacunków organizacji BirdLife International obejmuje około 14,4 mln km². Poszczególne podgatunki zamieszkują:
- A. m. coltarti – niziny Nepalu i północnych Indii do południowej Mjanmy i Laosu,
- A. m. phillipsi – południowo-zachodnie Indie (Ghaty Zachodnie na południe od Goa) i Sri Lankę
- A. m. scintillans – południową Mjanmę (południowy Taninthayi) i północną część Półwyspu Malajskiego,
- A. m. rufigastra – Andamany i Nikobary,
- A. m. meninting – Sumatrę (także wyspy położone na zachód od niej), Jawę oraz wyspy na wschód od niej po Lombok, także Celebes, Wyspy Banggai i Wyspy Sula
- A. m. verreauxii – południową część Półwyspu Malajskiego (Tajlandia i Malezja) na południe do Archipelagu Riau, Wyspy Bangka i Belitung i dalej na wschód po Borneo, Palawan i Archipelag Sulu[6][14].

## Ekologia i zachowanie
Zimorodek granatowy występuje na różnych stanowiskach w okolicach wód, strumieni, kanałów i ujściach rzek w wilgotnych tropikalnych lasach, lasach bambusowych, gęstych namorzynach. Spotykany jest także w wysokich lasach wtórnego wzrostu, na obrzeżach lasów oraz sporadycznie przy strumieniach na plantacjach drzew. Występuje na wysokościach od poziomu morza do 1000 m n.p.m. Dieta tego gatunku składa się głównie z niewielkich ryb, skorupiaków oraz owadów i larw. Na ofiarę wyczekuje na gałązkach nad powierzchnią wody, ofiary łapie nurkując pionowo w dół, potem wraca na gałązkę i uderza złapaną rybą w gałąź przed jej połknięciem. Długość pokolenia jest określana na 4,4 roku.

### Rozmnażanie
Pierwsze dokładniejsze obserwacje zwyczajów lęgowych zimorodka granatowego zostały przeprowadzone w latach 2013–2015 w dystrykcie Ratnagiri w stanie Maharasztra w Indiach. Obserwowane gniazda usytuowane były w tropikalnych wilgotnych lasach liściastych w pobliżu rzeki Vashishti, w pobliżu obszarów wiejskich, w przydrożnych skarpach w pobliżu niewielkich cieków wodnych. Okres lęgowy rozpoczynał się w czerwcu wraz z nadejściem monsunu i kończył się wraz z jego końcem w okolicach września. W tym czasie ptaki miały do dwóch lęgów. Obserwacje dotyczyły 4 gniazd i 13 lęgów w latach 2013–2015. Wszystkie gniazda były wykopane, w skarpach utworzonych przez człowieka w czasie budowy lokalnych dróg, przez obydwa ptaki z pary. Nora ma gładkie ściany i niewielki spad. Ma wejście o średnicy 5,6 cm, długości 25,75 cm i jest zakończona powiększoną komorą o wymiarze około 14 cm. W lęgu zazwyczaj 6 całkiem mlecznobiałych jaj, które są składane po jednym każdego kolejnego ranka. Do momentu złożenia ostatniego jaja pozostałe nie były pod ciągłym nadzorem, wysiadywane były tylko za dnia. Później jaja były wysiadywane przez oboje rodziców, w większości jednak przez samicę. Wylęg następuje po 20–23 dniach. Po wykluciu się piskląt pozostałości skorupek były usuwane z gniazd, a samica pozostawała w gnieździe przez 4–6 dni po ich wykluciu. Pisklęta opuściły gniazda po 20–27 dniach. Pisklęta były karmione przez oboje rodziców tylko niewielkimi rybkami, częstotliwość karmienia była większa w godzinach porannych. Pozostałości jedzenia i odchody nie były usuwane z gniazd, w wyniku czego wewnątrz obserwowano duże ilości czerwi. Z 13 obserwowanych lęgów 5 było lęgami wtórnymi, składanie jaj zaczynało się już 6–8 dni po opuszczeniu gniazd przez młode z pierwszego lęgu. Para sprząta wcześniej gniazdo, usuwając z niego wszystkie nieczystości pozostałe po pierwszym lęgu.

## Status
W Czerwonej księdze gatunków zagrożonych IUCN zimorodek granatowy jest klasyfikowany jako gatunek najmniejszej troski (LC, ang. Least Concern). Liczebność populacji nie jest oszacowana, ale gatunek ten opisywany jest jako szeroko rozprzestrzeniony, ale rzadko pospolity. Trend liczebności populacji uznawany jest za spadkowy z powodu likwidacji przez człowieka stanowisk nadrzecznych.